# Festa de la Sal

La Festa de la Sal se celebra a la vila de l'Escala (l'Alt Empordà), durant el tercer dissabte de setembre, i l'organitza el Museu de l'Anxova i la Sal. La festa va néixer el 1977, coincidint amb els 300 anys de l'Alfolí de la Sal. El 2016 la Generalitat de Catalunya la va declarar Patrimoni Festiu de Catalunya.

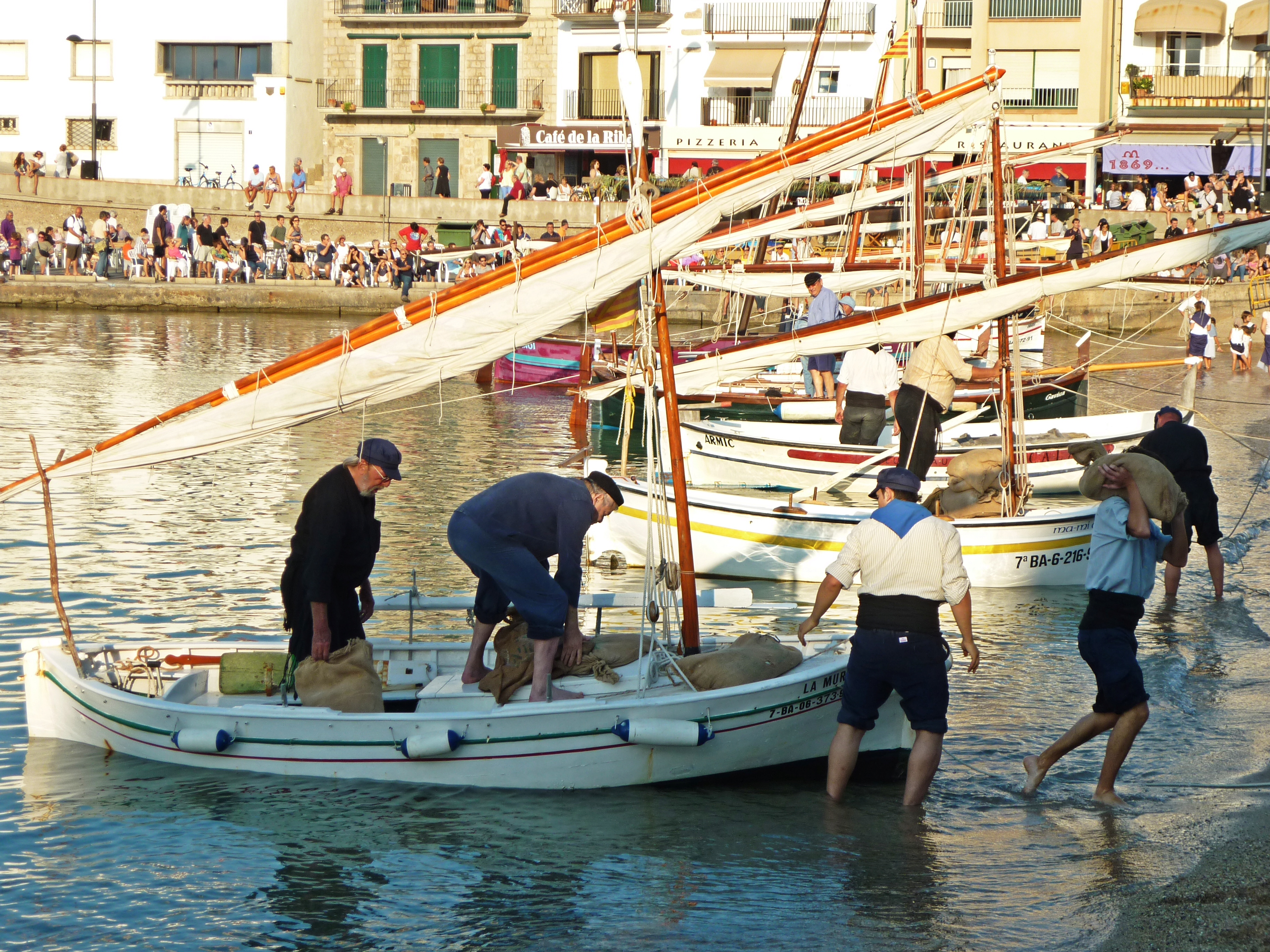
Descàrrega de la sal.

Aquesta festa vol recordar l'antic ofici del transport de la sal per via marítima. Fins a principis del segle XX grans vaixells de vela carregats de sal arribaven a l'Escala procedents de les importants salines de Torrevella al (Baix Segura) i més antigament de les salines d'Eivissa. La sal es transportava a l'edifici de l'Alfolí de la Sal, des d'on es distribuïa als pobles del voltant.
La Festa de la Sal no es tracta d'una fira dedicada a un producte gastronòmic, ni d'un mercat inspirat en un temps anterior, és la "Recreació d'un dia de la vida quotidiana a l'antic port de l'Escala" feta per la mateixa gent del poble a la Platja de les Barques de l'Escala. Durant tota la tarda es pot veure la Mostra d'oficis mariners amb participació de pescadors i acompanyament de cançons populars; més tard arriba el vaixell de la sal i es fa la descarregada a la Platja de les Barques. A les 7 de la tarda es fa Cerimònia de la Sal on es barreja la sal de diferents cultures i procedències amb el grup convidat a l'intercanvi de danses. La festa acaba a les 9 de la nit amb l'apagada de la llum elèctrica per donar entrada a les barques amb les veles il·luminades com a senyal de bona pesca.
La sal, molt important per a la conservació del peix blau i per a l'alimentació, va originar la indústria més genuïna de l'Escala: la salaó d'anxoves.